# Burni Bedoh
Burni Bedoh är ett berg i Indonesien.   Det ligger i provinsen Aceh, i den västra delen av landet, 1 600 km nordväst om huvudstaden Jakarta. Toppen på Burni Bedoh är 1 978 meter över havet, eller 204 meter över den omgivande terrängen. Bredden vid basen är 4,3 km.
Terrängen runt Burni Bedoh är lite bergig.Runt Burni Bedoh är det glesbefolkat, med 18 invånare per kvadratkilometer. I omgivningarna runt Burni Bedoh växer i huvudsak städsegrön lövskog.